# Bert Freyberger
Bert Freyberger (geb. 1966 in Erlangen) ist ein deutscher Historiker und Pädagoge. Seit 2008 ist er Inhaber der Professur für Didaktik der Geschichte an der Otto-Friedrich-Universität Bamberg.

## Werdegang
Sein Abitur legte Freyberger am Leopoldinum in Passau ab. Von 1985 bis 1994 studierte er an den Universitäten Passau, Erlangen-Nürnberg sowie Aix-en-Provence. In dieser Zeit erwarb er den akademischen Grad des Magister Artium in den Fächern Alte Geschichte, Neuere und Neueste Geschichte sowie romanische Philologie und absolvierte das Staatsexamen für die Fächer Latein, Französisch und Geschichte. Bereits 1996 erfolgte seine Promotion an der Universität Erlangen-Nürnberg mit einer Arbeit zur römischen Expansionspolitik im südlichen Gallien im ersten vorchristlichen Jahrhundert. Bis 1998 war er als wissenschaftlicher Mitarbeiter am Lehrstuhl für Alte Geschichte in Erlangen angestellt, bevor er als Referendar in den Schuldienst eintrat.
Freyberger war bis 2008 als Lehrkraft an verschiedenen bayerischen Schulen und als Lehrbeauftragter bzw. Dozent an mehreren bayerischen Bildungsinstitutionen tätig. 2008 übernahm er schließlich die Professur für Didaktik der Geschichte an der Universität Bamberg. Außerdem war er u. a. von 2004 bis 2011 Vorstandsmitglied des Vereins Alte Geschichte für Europa e.V., von 2006 bis 2008 Fachreferent für Geschichte beim Ministerialbeauftragten von Schwaben, zwischen 2006 und 2016 Berater diverser Lehrplankommissionen des Bayerischen Staatsministeriums für Bildung und Kultus sowie 2013 bis 2016 Geschäftsführender Vorsitzender der Bayerischen Konferenz für Geschichtsdidaktik.
Auch in der akademischen Selbstverwaltung der Universität Bamberg nahm Freyberger zahlreiche Funktionen ein, u. a. von 2010 bis 2012 die des Geschäftsführenden Vorstands für Geschichtswissenschaften und Europäische Ethnologie. Zu seinen Forschungsschwerpunkten zählen z. B. die Geschichte der Antike, die Gedenkstättendidaktik, Fragen und Tendenzen zum Geschichtsbewusstsein, der bilinguale Geschichtsunterricht, die Lehrplanentwicklung im Fach Geschichte u.v.m. Zugleich ist er Vorsitzender des Prüfungsausschusses des modularisierten Lehramts (Grund-, Haupt-/Mittel-, Realschule und Gymnasium) an der Universität Bamberg.
Freyberger lebt mit seiner Lebensgefährtin in Bamberg.

## Schriften (Auswahl)
- Geschichte der deutsch-französischen Beziehungen. Eine projektorientierte Unterrichtseinheit der gymnasialen Mittel- und Oberstufe. Freising 2006.
- Römisches Reich – Herrschaft und Romanisierung. Ein Unterrichtsprojekt der gymnasialen Oberstufe. Freising 2007.
- Südgallien im 1. Jahrhundert v. Chr. Phasen, Konsequenzen und Grenzen römischer Eroberung (125-27/22 v. Chr.). Stuttgart 1999 (Dissertation), ISBN 3515073302.
- (mit Petronilla Ehrenpreis und Heinrich Müller) Historische Komponenten europäischer Kultur und Gesellschaft. Abiturtraining Geschichte für die Jahrgangsstufe 12. Freising 2012, ISBN 3866685556.